# Can Xue
Deng Xiaohua (chiń. upr. 邓小华; pinyin Dèng Xiǎohuá; ur. 30 maja 1953 w Changsha, Hunan), lepiej znana pod pseudonimem literackim Can Xue (chiń. upr. 残雪; pinyin Cán Xuě) – chińska pisarka.
Pseudonim ten można rozumieć jako „brudny śnieg”, który stopniowo się topi w miarę ocieplania się pogody albo jako najczystszy śnieg utrzymujący się na górskich szczytach przez cały rok. Ten zabieg oddaje charakter jej awangardowej twórczości, która w zaskakujący sposób łączy w sobie pozornie sprzeczne elementy.
W latach 80. Can Xue zaczęła publikować artykuły w prestiżowych magazynach takich jak Renmin Wenxue. Pisarka wydała 3 powieści oraz 50 noweli i 120 krótkich opowiadań oraz 6 książek krytycznoliterackich. Jej dzieła były tłumaczone m.in. na języki angielski, francuski, japoński, rosyjski i polski.

## Życiorys
Dzieciństwo Can Xue przebiegało w czasach rewolucji kulturalnej. Rodzice pracowali w „Xin Hunan Bao” (新湖南报; obecnie „Hunan Ribao”, 湖南日报, ang. „Hunan Daily”). Pisarka ma siedmioro rodzeństwa: trzech starszych braci, dwie starsze siostry i dwóch młodszych braci. W roku 1957 ojciec został uznany za prawicowca i wysłany do obozu reedukacji poprzez pracę, a matka została zesłana do pracy na wieś. Wychowaniem Can Xue zajęła się babcia; po jej śmierci z głodu w 1960 roku Can Xue podjęła naukę w szkole podstawowej w Changsha. W 1962 roku jej rodzice zostali wypuszczeni z obozów i ponownie kontynuowali pracę w gazecie „Xin Hunan Bao”. Autorka ukończyła pierwszy etap edukacji w 1966 roku. W latach 1967–1969 jej rodzice ponownie spędzili w obozach reedukacji przez pracę. W wieku 17 lat, Can Xue zaczęła pracę najpierw jako tzw. „bosonogi lekarz”, a następnie pracowała w fabryce jako frezerka i szwaczka. W roku 1978 wyszła za mąż za Lu Yonga; w 1979 urodziła syna Lu Lanyuana.
Do roku 1983, Can Xue pracowała jako nauczycielka angielskiego, a później Lu Yong założył własny zakład krawiecki. Po opublikowaniu w kolejnych latach kilku dzieł, które spotkały się z uznaniem zwłaszcza wśród czytelników zagranicznych, Can Xue była kilkukrotnie zapraszana na spotkania literackie do Japonii i Stanów Zjednoczonych. W roku 2001 z całą rodziną przeprowadziła się z południowochińskiego Hunanu do Pekinu.

## Twórczość
Jednym z najsłynniejszych dzieł Can Xue jest nowela pt. Ulica błota (chiń. upr. 黄泥街; pinyin Huángní jiē), utwór ten pisany był przez 4 lata. Autorka pisze swoje dzieła, nie wprowadzając żadnych poprawek. Jak sama mówi: 

Od samego początku aż do samego końca nigdy nie wprowadzam żadnych poprawek. Każdego dnia coś uzupełniam, ale jak już książka zostaje napisana, już więcej nic nie zmieniam. Moje rękopisy są bardzo jasne i przejrzyste, a wydaję je tak szybko dlatego, że nigdy nie tracę zbyt dużo czasu na redagowanie i przepisywanie. Czasami nawet piszę recenzje swoich własnych książek – jest to prawda”

Jej głównymi motywami twórczości jest chwiejność i ograniczoność ludzkiego umysłu, próby przejścia granicy dozwolonego. Jej twórczość odbiega od realistycznego stylu. Can Xue często porusza problem rywalizacji oraz braku wzajemnego porozumienia mężczyzn i kobiet. W jej utworach praktycznie każda zdeterminowana, dążąca do celu osoba jest kobietą. Mężczyźni często są opisywani jako istoty ograniczone umysłowo, pozbawione perspektyw. Uważana przez niektórych literaturoznawców i czytelników za jedną z najbardziej eksperymentalnych twórczyń na świecie, sama Can Xue opisuje swoje prace mianem literatury duszy lub też literatury życia. Jedna z najsłynniejszych amerykańskich krytyczek literackich Susan Sontag powiedziała, że chińska autorka jako jedyna wśród chińskich autorów zasługuje na Nagrodę Nobla.

O Can Xue często mówi się na świecie jako o pisarce wyprzedzającej swoje czasy. W samych Chinach jednak jej twórczość nie spotyka się z przychylnością. Autorka przyznaje, że nie jest zaskoczona oschłą reakcją rodzimych odbiorców. 

Powiedziałam to dawno temu, nie żywię żadnej nadziei i nie chcę być oceniana i nie chcę niczego komentować. Ponieważ tak robię, oni (chińska społeczność literacka) nie szanują mnie i ja do nich nie mam też żadnego szacunku”. Can Xue krytykuje również zbyt kurczowe trzymanie się tradycyjnych form w literaturze chińskiej: „To, co już minęło, już minęło (...) porównując zachodnią kulturę do chińskiej, chińska ma swoje zalety i dobre strony, ale warto porównywać, uczyć się i wymieniać, dopiero wtedy można stworzyć coś nowego”

## Nagrody i wyróżnienia
W 2015 jej książka pt. Ostatni kochanek (chiń. upr. 最后的情人; pinyin Zuìhòu de qíngrén), w przekładzie Annelise Finegan Wasmoen, dostała nagrodę American Best Translated Novel Award za najlepiej przetłumaczoną powieść. W tymże roku twórczyni poszerzyła grono osób, które zdobyły prestiżową nagrodę Neustadt International Prize for Literature, a także została nominowana do British Independent Foreign Fiction Award.

## Publikacje

### Powieści
- 突围表演 (1988); później wydana pt. 五香街 (2002). Ulica pięciu smaków przetłumaczona na ang. pt. Five spice street przez Karen Gernant i Chen Zeping.

- 最后的情人 (2005). Ostatni kochanek, przetłumaczona na ang. pt. The Last Lover przez Annelise Finegan Wasmoen.
- 边疆 (2008). Granica, przetłumaczona na ang. pt. Frontier(inne języki) przez Karen Gernant i Chen Zeping.
- 新世纪爱情故事 (2013). Historia miłości w nowym tysiącleciu, przetłumaczona na ang. pt. Love in the New Millennium przez Annelise Finegan Wasmoen.

### Nowele
- 苍老的浮云 (1986). Stara pływająca chmurka (ang. Old Floating Cloud).
- 黄泥街 (1987). Ulica Żółtego Błota, przetłumaczona na język polski przez Katarzynę Sarek; Państwowy Instytut Wydawniczy, 2023.
- 种在走廊上的苹果树 (1987). Jabłoń na korytarzu (ang. Apple Tree in the Corridor).
- 神秘列车之旅 (2016). Tajemnicy pociąg, przetłumaczona na język polski przez Katarzynę Sarek; Państwowy Instytut Wydawniczy, 2025.

### Zbiory opowiadań
- 天堂里的对话 (1988). Rajskie dialogi, przetłumaczone na ang. pt. Dialogues in Paradise przez Ronalda R. Janssena i Jian Zhang.